# كارستن ياكوبسن
كارستن ياكوبسن (بالنرويجية: Karsten Jakobsen)‏ (و. 1928 – 2019 م) هو مهندس نرويجي، كان عضوًا في الأكاديمية النرويجية للعلوم التكنولوجية، توفي عن عمر يناهز 91 عاماً.

## التعليم
تعلم في المعهد النرويجي للتكنولوجيا ‏.

## جوائز
حصل على جوائز منها:
- Gunnerus Medal [الإنجليزية]‏ (2011).